# كورال أيلاند (لعبة فيديو)
كورال أيلاند هي لعبة محاكاة للحياة الزراعية صدرت في 2023 من تطوير ستيروي غيمز (Stairway Games) ونشر Humble Games . اللعبة تشبه الى حد كبير لعبة Stardew Valley واحداثها تدور في جزيرة استوائية.

## طريقة اللعب
يتحكم اللاعبون بشخصية تعاني من الإحباط من حياة المدينة. بعد الانتقال إلى مجتمع زراعي صغير في جزيرة نائية، يتم منحهم مزرعة قديمة بحاجة إلى التجديد. إلى جانب إصلاح المزرعة وزراعة المحاصيل، يمكن للاعبين استكشاف منجم قريب للعثور على موارد نادرة يحرسها وحوش. كما يمكنهم التفاعل مع الشخصيات غير القابلة للعب وتكوين صداقات معها. والتبرع بالعناصر النادرة لمتحف محلي. ومكافحة تسرب النفط السام، في مهمة تشبه استكشاف المنجم. وإعادة تدوير القمامة للحصول على موارد.